# Idaea concatenata
Idaea concatenata là một loài bướm đêm trong họ Geometridae.